# Distretto di Mingajik
Il distretto di Mingajik è un distretto dell'Afghanistan appartenente alla provincia dello Jowzjan. Viene stimata una popolazione di 21 711 abitanti (stima 2016-17).